# Jezero Te Anau
Jezero Te Anau je v jugozahodnem kotu Južnega otoka Nove Zelandije. Jezero pokriva površino 344 km², zaradi česar je drugo največje jezero po površini na Novi Zelandiji (za jezerom Taupō) in največje na Južnem otoku. To je drugo največje jezero v Avstralaziji po količini sladke vode.
Glavni del jezera poteka v smeri sever-jug in je dolg 65 km. Trije veliki fiordi tvorijo krake jezera na njegovem zahodnem bregu: North Fiord, Middle Fiord in South Fiord. To so edini celinski fiordi, ki jih ima Nova Zelandija, ostalih 14 je zunaj na obali. Več majhnih otokov leži na vhodu v Srednjem fiordu, ki se delno razcepi po svoji dolžini v severozahodni in jugozahodni rokav. Gladina jezera je na nadmorski višini 210 m. Največja globina je 425 m, tako da velik del njegove struge leži pod morsko gladino, pri čemer je najgloblji del jezera 215 metrov pod morsko gladino.
Več rek napaja jezero, od katerih je najpomembnejša reka Eglinton, ki se jezeru pridruži z vzhoda, nasproti vhoda v North Fiord. Iztok je reka Waiau, ki teče proti jugu več kilometrov v jezero Manapouri. Mesto Te Anau leži na jugovzhodnem vogalu jezera, blizu izliva.
Večina jezera je znotraj narodnega parka Fiordland in območja svetovne dediščine Te Wahipounamu, ki je bilo mednarodno uradno priznano leta 1990. Razen mesta Te Anau je edino človeško bivališče v bližini jezera kmečko naselje Te Anau Downs, blizu izliva reke Eglinton. Med tema naseljema je ozemlje hribovito, drugod pa je ozemlje gorato, zlasti ob zahodni obali, kjer se gorovji Kepler in Murchison dvigata 1400 m nad gladino jezera.
Jezero Te Anau je bilo pomembno za Ngai Tahu iwi (maorska beseda za pleme) v predevropskih časih, saj je bilo območje tradicionalna postaja za njihove poti med vzhodno in zahodno obalo Južnega otoka Nove Zelandije, kjer so pridobivali hrano in vire. Jezero sta prva odkrila evropska raziskovalca Charles Naim in William Stephen leta 1852.
Ob jezeru se začneta dve novozelandski veliki pohodni poti. Pohodna pot Milford Track se začne na severnem koncu jezera, Keplerjeva pot pa se začne in konča na južnem koncu jezera pri reki Waiau.

## Ime
Angleški prevod maorskega imena Te Anau je bil sporen. Mnogi so domnevali, da je bilo Te Anau ime vnukinje Hekeie, poglavarja plemena Waitaha, katerega ime zdaj pripada gori na pogorju Longwood Range. Ko so bile jame Te Ana-au ponovno odkrite leta 1948, je prejšnje razlage imena nadomestila razlaga polnega imena Te Ana-au, maorsko za 'Jama vrtinčaste vode'.

## Rastlinstvo in živalstvo
V porečju jezera Te Anau najdemo številne vrste divjih živali in vegetacije. Vegetativno podrast vključuje številne vrste praproti, vključno s kronsko praprotjo (Blechnum discolor).
Ob obalah jezera Te Anau živi več vrst ogroženih ptic, zlasti takahē (Notornis hochstetteri). Območje med srednjim in južnim fiordom, imenovano gore Murchison, je zatočišče, namenjeno tem pticam. Na zahodni obali jezera so tudi jame Te Ana-au.

## Rekreacija
Skozi poletje se jezero uporablja za čolnarjenje, ribolov, kajakaštvo, plavanje in dostop do narodnega parka Fiordland. Jezero je dom jahtnega kluba Marakura in čolnarskega kluba Te Anau. Vsako leto ob koncu tedna na praznik dela poteka tekmovanje v ribolovu.